# Asphingoderus
Asphingoderus is een geslacht van rechtvleugeligen uit de familie veldsprinkhanen (Acrididae). De wetenschappelijke naam van dit geslacht is voor het eerst geldig gepubliceerd in 1950 door Bey-Bienko.

## Soorten
Het geslacht Asphingoderus omvat de volgende soorten:
- Asphingoderus elazigi Demirsoy, 1979
- Asphingoderus uvarovites Mishchenko, 1937